# Askaulis

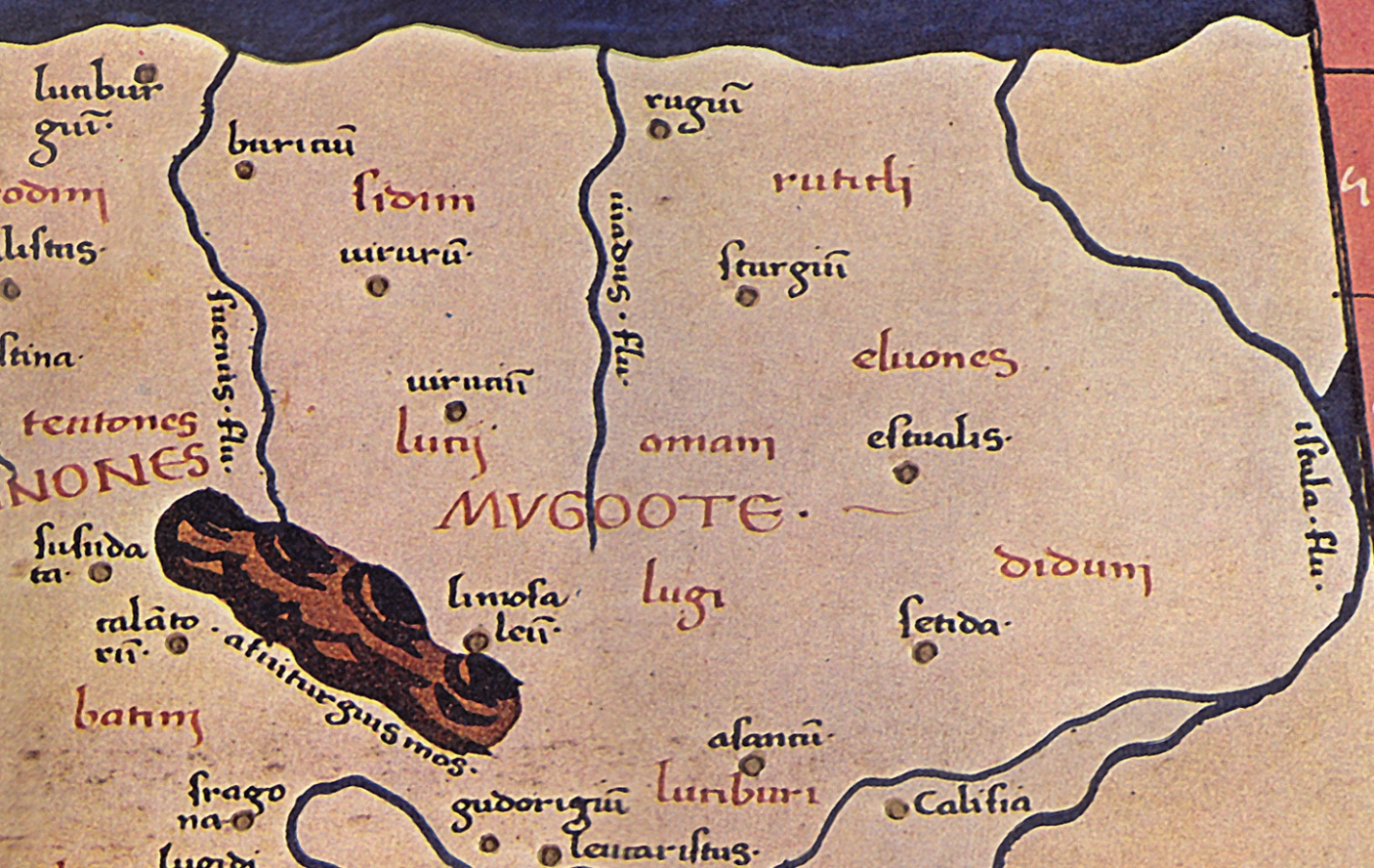
Lage von Askaulis nach Ptolemaios

Askaulís, auch Askaukalís (altgriechisch ᾿Ασκαυλίς, auch ἀσκαυκαλίς; lateinisch Ascaulis oder Ascaucalis) ist ein Ortsname, der von Ptolemaios in seinem um das Jahr 150 erstellten Koordinatenwerk Geographia (Ptolemaios 2, 11, 12) als einer der im nördlichen Germanien, in der Nähe der Meeresküste liegenden Orte (πόλεις) mit 44° 00' Länge oder 44° 15' Länge (ptolemäische Längengrade) und 54° 15' nördliche Breite angegeben wird. Askaulís war damit nach Ptolemaios die äußerste Stadt nach Skourgon im Küstenbereich der Germania magna (ptolemäisches Klima I).

## Lokalisation
Der antike Ort wird sicher lokalisiert. Bereits Gudmund Schütte lokalisiert Askaulís mit Osielsko bei Bydgoszcz (Bromberg)▼ in Polen. Dieser Lokalisierung folgen Theodor Steche und Gerhard Rasch und Günther Christian Hansen. Ein interdisziplinäres Forscherteam um Andreas Kleineberg, das die ptolemäischen Koordinaten von 2006 bis 2009 neu untersuchte und interpretierte, transformierte die antiken Koordinaten zu Askaulis und lokalisiert es ebenfalls auf dem Gebiet von Osielsko nahe der unteren Weichsel.